# افغانستان: بازی بزرگ - دیدگاهی از روری استوارت
افغانستان: بازی بزرگ - دیدگاهی از روری استوارت مستندی دو قسمتی ساخت سال ۲۰۱۲ میلادی به نویسندگی و اجرای روری استوارت است. این مستند داستان دخالت کشورهای خارجی از جمله بریتانیا، روسیه و ایالات متحده آمریکا در افغانستان در طول قرن نوزدهم تا کنون را روایت می‌کند.
این مستند موفق به دریافت جایزه بفتا اسکاتلند برای بهترین سریال مستند در سال ۲۰۱۲ گردید.

## قسمت اول
در قسمت اول روری استوارت به داستان دخالت بریتانیا در امور داخلی افغانستان در قرن نوزدهم می‌پردازد. زمانی که امپراتوری بریتانیا عمیقاً نگرانی کشورگشایی روسیه در مرزهای جنوبی و حمله روسیه به افغانستان به عنوان مقدمه ای برای حمله به هند بریتانیایی بود. دوره ای از ظن و بدگمانی مشترک که بعدها به عنوان بازی بزرگ شناخته شد.
استوارت روایت جهانگرد و جاسوسی به نام الکساندر برنز را نقل می‌کند که در کتابش، که به زبان فرانسوی ترجمه شده و در روسیه خوانده شد، خبر از کشور گشایی بریتانیا در شمال می‌دهد. و سپس استوارت از رابطه بین تصمیم‌گیری برای اولین یورش بریتانیا به افغانستان و سه جنگ افغانستان و بریتانیا در این عصر سخن می‌گوید.
پس از جنگ جهانی اول تلاشی نافرجام به رهبری یکی از نخبگان افغان به نام و عنوان امان‌الله شاه برای نفوذ ارزشها و نمادهای مدرن غربی آغاز می‌شود. باری جامعه سنتی و محافظه‌کار افغانستان تغییراتی چون استفاده از پوشش غربی و آموزش بانوان را برنمی‌تابد و امان‌الله شاه ناچار به ترک کشور می‌شود.

## قسمت دوم
در قسمت دوم مستند، روری استوارت از درگیری شوروی و ایالات متحده در افغانستان نقل می‌کند. افغانستان سال‌های بین ۱۹۲۸ میلادی تا ۱۹۷۸ میلادی را در ثبات و صلح نسبی گذراند و در خلال دهه ۶۰ و ۷۰ میلادی در مسیر هیپی‌ها قرار گرفت. اما به علت همسایگی با متحدین آمریکا چون ایران و پاکستان جنگ سرد دامن‌گیر افغانستان شد.
شوروی در شمال و آمریکا در جنوب برای به دست آوردن نفوذ سیاسی به کمک به آبادانی افغانستان دست زدند.
در کابل اسلامگرایان و کمونیست‌ها به رقابت برای قدرت می‌پرداختند و زمانی که کمونیست‌ها در سال ۱۹۷۸ میلادی موفق به کنترل قدرت شدند از شوروی درخواست کمک نظامی کردند. این درخواست پس از سفر حفیظ‌الله امین در سال ۱۹۷۹ میلادی به موسکو با اکراه پذیرفته شد.
ورود هشتاد هزار نیروی شوروی به افغانستان فرصتی برای آمریکا فراهم کرد تا انتقام حمایت شوروی از کمونیست‌ها در ویتنام را بگیرد. آژانس اطلاعات مرکزی آمریکا (سیا) مخفیانه از طریق رئیس‌جمهور پاکستان شروع به تجهیز سلاح‌های مدرن برای مقاومت در برابر شوروی نمود.
سیاستمدار تکزاسی، چارلی ویلسون، و ژوان هرلینگ تأثیر عمده‌ای در جمع‌آوری و انتقال کمک مالی مخفیانه به مبلغ ۹ میلیارد دلار داشتند.
در سال ۱۹۸۸ میلادی با خروج نیروهای شوروی از افغانستان این کشور به ورطه جنگ داخلی پنج ساله کشیده شد. که به پیروزی و کنترل طالبان بر افغانستان پایان یافت. این گروه پس از تثبیت قدرت به اعمال قوانین اسلامی سختگیرانه پرداختند.
افغانستان به بهشت امن گروه‌های تروریستی تبدیل شده بود. با حمله به ساختمان‌های تجارت جهانی در نیویورک آمریکا و متحدانش یکباره در ابعاد وسیع به افغانستان یورش برند. در انتها روری استوارت با توجه به تاریخ افغانستان به این نتیجه می‌رسد که گرچه ورود به افغانستان آسان است اما خروج از آن بسیار گران خواهد بود.